# آنتونی سایدی

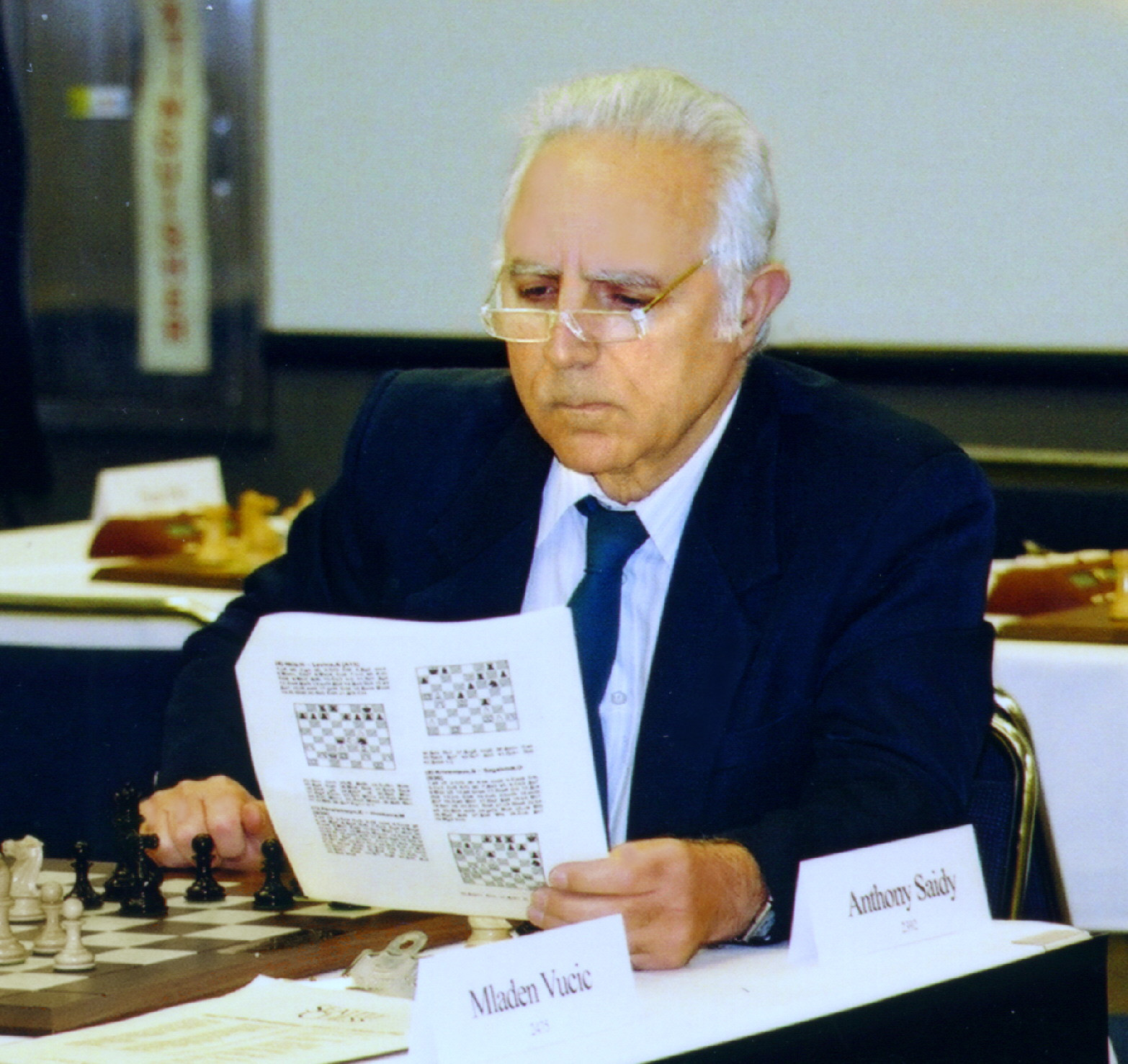
آنتونی سایدی در مسابقات قهرمانی شطرنج آمریکا سال ۲۰۰۲

آنتونی سایدی (متولد ۱۶ می ۱۹۳۷) استاد بین‌المللی شطرنج، یک پزشک بازنشسته و نویسنده است. وی هشت بار مسابقات شطرنج قهرمانی آمریکا را به پایان رسانده است، که بهترین مقام به دست آمده، مقام چهارمی بوده است. وی در سال ۱۹۶۰ مسابقات شطرنج اوپن کانادا را برنده شد. در همان سال همراه با تیم آمریکا در مسابقات جهانی شطرنج دانشجویان در شهر لنینگراد اتحاد شوروی به مقام قهرمانی رسید که تنها قهرمانی آمریکا در این مسابقات بوده است.
وی چند کتاب راجع به شطرنج تألیف کرده است.